# Peromyia tripuncta
Peromyia tripuncta är en tvåvingeart som beskrevs av Jaschhof 2001. Peromyia tripuncta ingår i släktet Peromyia och familjen gallmyggor. Inga underarter finns listade i Catalogue of Life.